# Newton, Bywell
Newton är en ort i civil parish Bywell, i grevskapet Northumberland i England. Orten är belägen 5 km från Corbridge. Newton var en civil parish 1866–1955 när det uppgick i Bywell. Civil parish hade 78 invånare år 1951.